# Un biglietto in due
Un biglietto in due (Planes, Trains and Automobiles) è un film del 1987 scritto, prodotto e diretto da John Hughes con protagonisti Steve Martin e John Candy.

## Trama
Neal Page è un serio e schivo agente di marketing che lavora a New York e per il giorno del ringraziamento intende tornare dalla sua famiglia a Chicago. Neal cerca di prendere un taxi ma Del Griffith, un venditore di anelli per tendine da doccia, ha inconsapevolmente preso il taxi che Neal aveva appena prenotato. I due si incontrano di nuovo all'aeroporto LaGuardia dove prendono un aereo per andare a O'Hare. Il loro volo, però, viene deviato a Wichita,  Kansas a causa di una bufera di neve a Chicago. Non riuscendo a raggiungere la città, i due condividono una stanza in un motel economico. Neal perde le staffe con Del poiché è troppo rumoroso. Del considera Neal come una persona cinica e fredda e dice che nonostante il suo aspetto, sua moglie e i suoi clienti lo amano. Neal allora si calma e i due tornano a dormire. Durante la notte, tuttavia, il loro denaro viene rubato da un ladro.
Nel mattino i due cercano di raggiungere Chicago in treno, ma a causa di un guasto, sono costretti a lasciare i passeggeri in mezzo a un campo. Dopo aver raggiunto Jefferson City e avere scoperto che non hanno più denaro, Del vende degli anelli per acquistare i biglietti per l'autobus. I due pranzano insieme ma capiscono che si danneggiano a vicenda, così si separano. Neal noleggia un'auto, ma raggiunto il parcheggio non vi trova nessuna automobile. Nella disperazione, cerca di prendere un taxi per Chicago, ma insulta lo spedizioniere e viene quindi picchiato. Del salva Neal in tempo con la sua auto noleggiata e insieme scappano. I due amici si riconciliano nuovamente ma distrattamente Del guida contromano in autostrada, rischiando un incidente a causa di due camion. Del, sbadato, butta una sigaretta dentro l'auto, provocando un incendio al suo interno e distruggendo le carte di credito di Neal.
Per racimolare denaro, Neal vende il suo orologio al commesso di un motel per poter pagare una stanza per sé. Del, arrabbiato, cerca di dormire nell'auto bruciata in una notte nevosa. Neal ha compassione dell'uomo e lo invita nella sua camera. Il duo consuma del liquore e ride sugli avvenimenti degli ultimi due giorni. Il giorno dopo la coppia, utilizzando la loro auto quasi distrutta, cerca di raggiungere Chicago ma vengono fermati dalla polizia stradale. L'auto viene sequestrata ma grazie a un camionista raggiungono Chicago, permanendo però nella parte posteriore del camion frigorifero poiché esso è geloso del suo mezzo.
Raggiunta una stazione del treno, i due si dividono nuovamente. Nel tragitto, Neal pensa a tutte le avventure passate con Del e a un certo punto capisce che qualcosa non andava in lui, così ritorna alla stazione. Del è seduto da solo e rivela che non ha una casa poiché sua moglie è morta otto anni prima. Neal allora decide di portarlo con sé a casa sua, presentando Del alla sua famiglia e passando insieme "il Ringraziamento".

## Colonna sonora
Nel film venne utilizzata la versione strumentale del brano Power to Believe, eseguito dal gruppo britannico The Dream Academy, la cui versione cantata è stata inclusa nel disco della colonna sonora originale e nel loro album Remembrance Days.